# Одружити Беррі
«Одружити Беррі» — комедійна стрічка про друзів, які вирішили позбутися найбожевільнішого серед них, оженивши його.

## Сюжет
Трьом дорослим друзям, які потоваришували ще в середній школі, набридлі постійні витівки Беррі, до того ж він постійно потрапляє в ситуації, тим самим підставляючи їх. Після того як Беррі приходить на роботу до Дезмонда, останнього через його довгий язик звільняють. Тепер друзі хочуть позбавитись його. Найкращим способом, на їхню думку, був би шлюб. Вони відправляють його на «швидкі побачення» та спілкування з занадто чесним чоловіком ображало потенційних подружок. Після чергового невдалого побачення Беррі знайомиться з Мел. Друзі зітхнули з полегшенням, але вони не здогадуються, що нова знайома не тільки не поступається бойфренду в дурних витівках, а й перевершує його.

## У ролях
| Актор             | Роль          |
| ----------------- | ------------- |
| Тайлер Лебін      | Беррі Берк    |
| Деймон Веянс мол. | Дезмонд       |
| Люсі Панч         | Мелані Міллер |
| Гейз Мак-Артур    | Рейф          |
| Томас Мідлдітч    | Курт          |
| Френкі Шоу        | Камілла       |
| Ед Гелмс          | Бен           |
| Джинджер Гонзага  | Хуаніта       |
| Аманда Лунд       | Рейчел        |
| Грег Германн      | Білл          |
| Джо Ло Тругліо    | Семмі         |

## Створення фільму

### Виробництво
Зйомки фільму проходили в Лос-Анджелесі, Каліфорнія, США.

### Знімальна група
- Кінорежисер — Роб Перлштейн
- Сценарист — Роб Перлштейн
- Кінопродюсери — Кейт Коен, Беррі Джозефсон, Роб Перлштейн, Маріса Полвіно
- Композитори — Джої Кацарос
- Кінооператор — Мартен Тедін
- Кіномонтаж — Джастін Бурре
- Художник-постановник — Лорен Фітцсіммонс
- Художник-декоратор — Дженніфер Вільямс
- Художник по костюмах — Дебра Мак-Гваір
- Підбір акторів — Ліндсі Вайссмюллер[1].

## Сприйняття
Фільм отримав змішані відгуки. На сайті Rotten Tomatoes оцінка стрічки становить 45 % на основі 578 відгуків від глядачів (середня оцінка 3,1/5). Фільму зарахований «розсипаний попкорн» від глядачів, Internet Movie Database — 5,9/10 (6 596 голосів), Metacritic — 52/100 (5 відгуків від критиків) і 5/10 (9 відгуків від глядачів).